# 思い出のガーデン・パーティー
「思い出のガーデン・パーティー」（原題： Garden Party）は、リック・ネルソンとストーン・キャニオン・バンドが1972年に発表した楽曲。

## 背景と歌詞
1971年10月15日にマディソン・スクエア・ガーデンで開かれた「リチャード・ネイダーズ・ロックンロール・リバイバル・コンサート」にリック・ネルソンはチャック・ベリーやボ・ディドリー、ボビー・ライデルらと共に出演した。
ネルソンは肩まで髪をたらしベルボトムのジーンズに紫のベルベットのシャツという姿で現れ、「ハロー・メリー・ルー」など古いヒット・ソングから演奏を開始。そしてローリング・ストーンズの「カントリー・ホンク」を歌ったときに観客からブーイングを浴びせられる。ブーイングは警察の対応に対して向けられたものだったとも言われているが、結果としてネルソンは演奏の途中でステージを下りてしまう。そのまま彼は舞台裏からコンサートを見続け、ステージに戻ることはなかった。
この出来事を元にネルソンは本作品を書き上げ、「でももう大丈夫／十分に教訓は得たよ／もし全員を楽しませられないのなら／自分で楽しむしかないじゃないか」と歌った。
「思い出のガーデン・パーティー」は様々な人物や事物が歌詞に織り込まれている。オノ・ヨーコ、ジョン・レノン（「Yoko's walrus」と表現されている）、ジョージ・ハリスン（Mr. Hughes）、ボブ・ディラン、「ハロー・メリー・ルー」とボブ・ディランの「シー・ビロングズ・トゥ・ミー」（「僕はメリー・ルーに『やあ』と言った。彼女は僕のものだった」と歌われる。なおネルソンは1969年に「シー・ビロングズ・トゥ・ミー」をシングルとして発表している）、ローリング・ストーンズの「ホンキー・トンク・ウィメン」、「ジョニー・B・グッド」などである。

## チャート
1972年3月発表のアルバム『Garden Party』に収録後、7月にシングルカットされ、11月4日から11月11日にかけてビルボード・Hot 100で2週連続6位を記録した。また、ビルボードのイージーリスニング・チャートで2週連続1位を獲得、カントリー・チャートでは44位を記録し、ゴールドディスクに輝いた。

## カバー・バージョン
- スモーキー - 『Uncovered Too』（2001年）に収録。
- ジョン・フォガティ - 『The Blue Ridge Rangers Rides Again』（2009年）に収録。ドン・ヘンリーとティモシー・B・シュミットと共に歌っている。